# Asiosilis manipurensis
Asiosilis manipurensis là một loài bọ cánh cứng trong họ Cantharidae. Loài này được Wittmer miêu tả khoa học năm 1977.